# Baglad
Baglad je malá obec v Maďarsku v župě Zala, spadající pod okres Lenti. Nachází se blízko slovinských hranic, asi 10 km severozápadně od Lenti. Žije zde 43 obyvatel. Během sčítání lidu z roku 2011 bylo 89,3 % obyvatelstva maďarské a 8,5 % romské národnosti.
Sousedními vesnicemi jsou Belsősárd, Csesztreg, Kerkabarabás, Külsősárd, Nemesnép, Rédics, Resznek a Zalabaksa, sousedním městem Lenti.